# 1845 en science
| Années de la science : 1842 - 1843 - 1844 - 1845 - 1846 - 1847 - 1848    |
| Décennies de la science : 1810 - 1820 - 1830 - 1840 - 1850 - 1860 - 1870 |

Cet article présente les faits marquants de l'année 1845 en science.

## Événements
- 17 mars : l'inventeur anglais Stephen Perry obtient un brevet pour les élastiques[1].

- 19 mai : départ de Greenhithe en Angleterre, de l’expédition Franklin destinée à tenter la traversée du passage du Nord-Ouest[2]. Elle est piégée dans les glaces au large de l'île du Roi-Guillaume en septembre 1846 et son équipage disparait.

- 6 août (18 août du calendrier julien) : fondation de la Société russe de géographie[3].

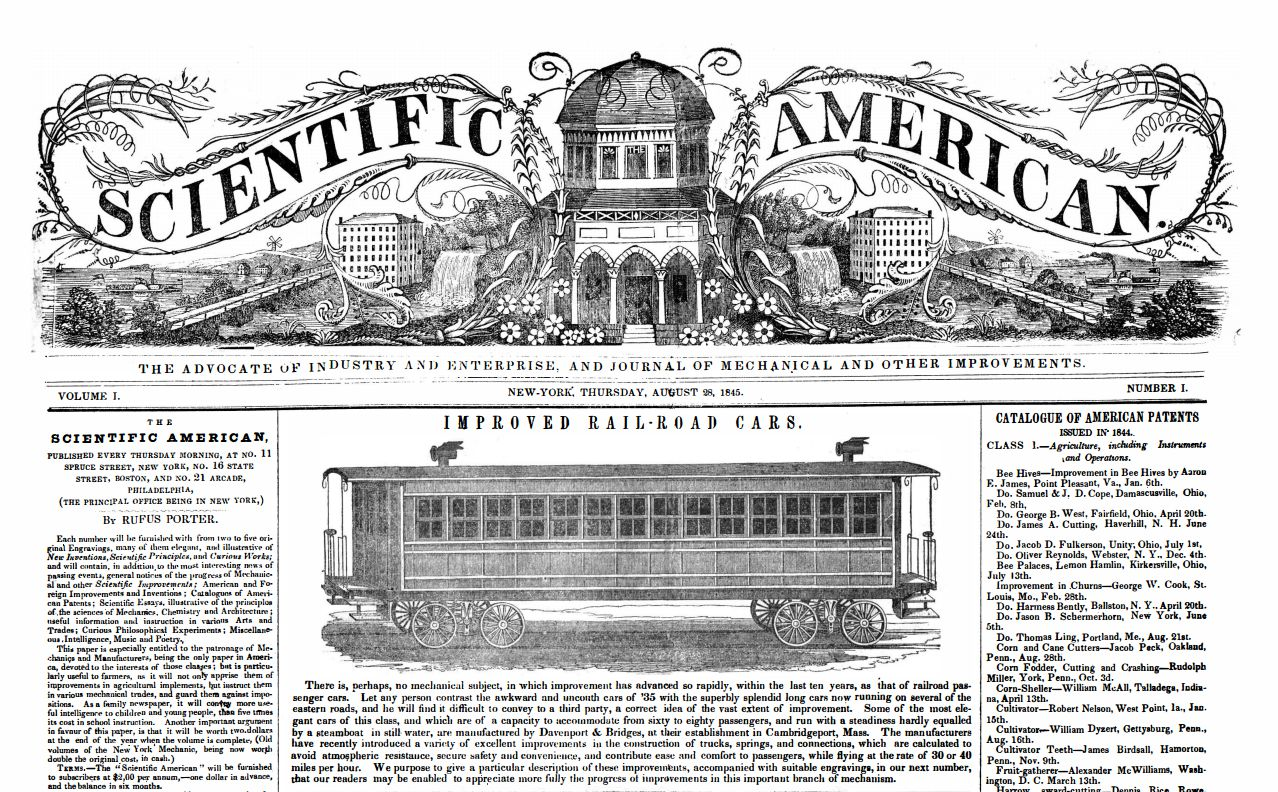
Premier numéro de Scientific American.

- 28 août : premier numéro de Scientific American, première revue de vulgarisation scientifique fondée par Rufus Porter, rachetée quelques mois plus tard par Alfred Beach et Orson Desaix Munn (en) [4].

- 6 septembre : première mention dans la presse de l’apparition du mildiou de la pomme de terre en Irlande[5], responsable de la Grande famine en Irlande.

- 15 septembre : Augustin Louis Cauchy présente à l'Académie des sciences son célèbre théorème sur les groupes finis dans un article intitulé Sur le nombre de valeurs égale ou inégales que peut acquérir une fonction de n variables indépendantes, quand on permute ces variables entre elles d'une manière quelconque[6].

- 10 décembre : l'inventeur britannique Robert William Thomson obtient un brevet pour des pneumatiques[7].

- 27 décembre : le chirurgien Crawford Long aurait pratiqué la première anesthésie à l’éther pour un accouchement aux États-Unis[8].

- Le révérend Miles Joseph Berkeley démontre que Phytophthora infestans (mildiou de la pomme de terre) est une infection fongique[9].
- Arthur Cayley initie l'étude des applications linéaires dans un article intitulé Théorie des transformations linéaires publié dans le Cambridge Mathematical Journal (en)[10].

### Sciences physiques
- 14 janvier : fondation à Berlin de la Physikalische Gesellschaft zu Berlin, future Deutsche Physikalische Gesellschaft (Société allemande de physique)[11].

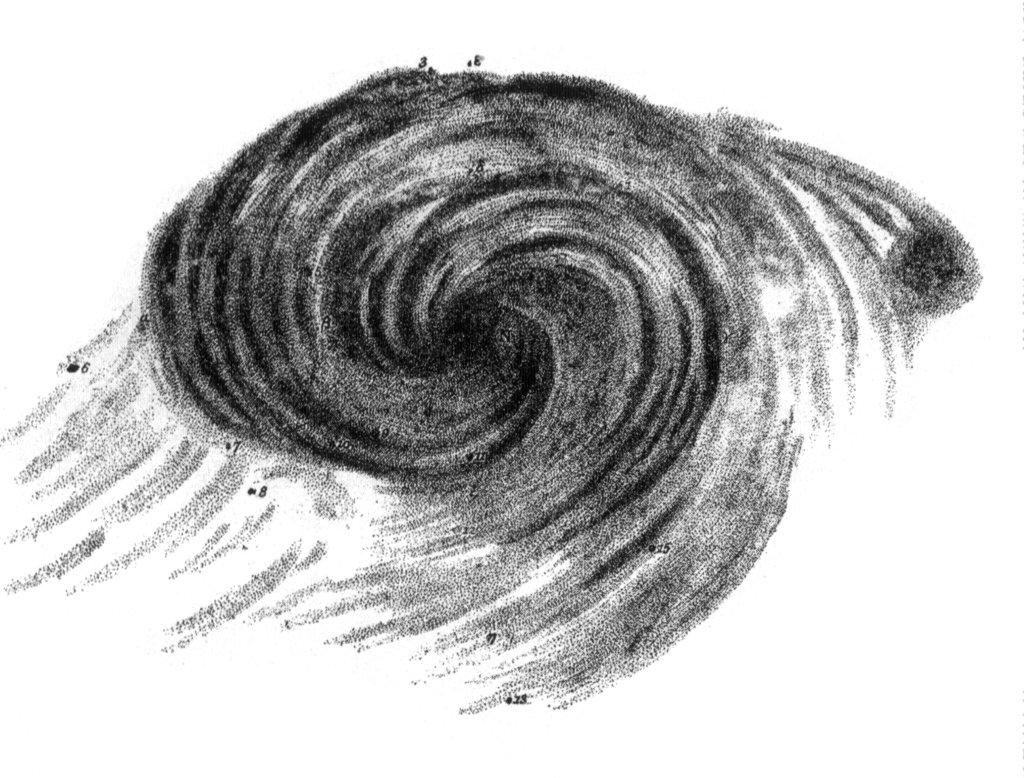
Dessin de lord Rosse de la galaxie du Tourbillon.

- Avril : l'astronome irlandais lord Rosse découvre la structure spirale de la nébuleuse M51, la première connue, en utilisant son télescope de 1,8 mètre (72 pouces) mis en service au Château de Birr en février. Il en fait un dessin et lui donne le nom de Whirlpool Galaxy[12].
- 3 juin : Christoph Buys Ballot engage un groupe de musiciens pour jouer une note bien précise sur le train Utrecht-Amsterdam. Lui-même enregistre la différence entre la note émise et celle perçue le long de la ligne par un observateur, et confirme les équations formées trois ans plus tôt par l'Autrichien Christian Doppler sur la propagation des ondes[13].

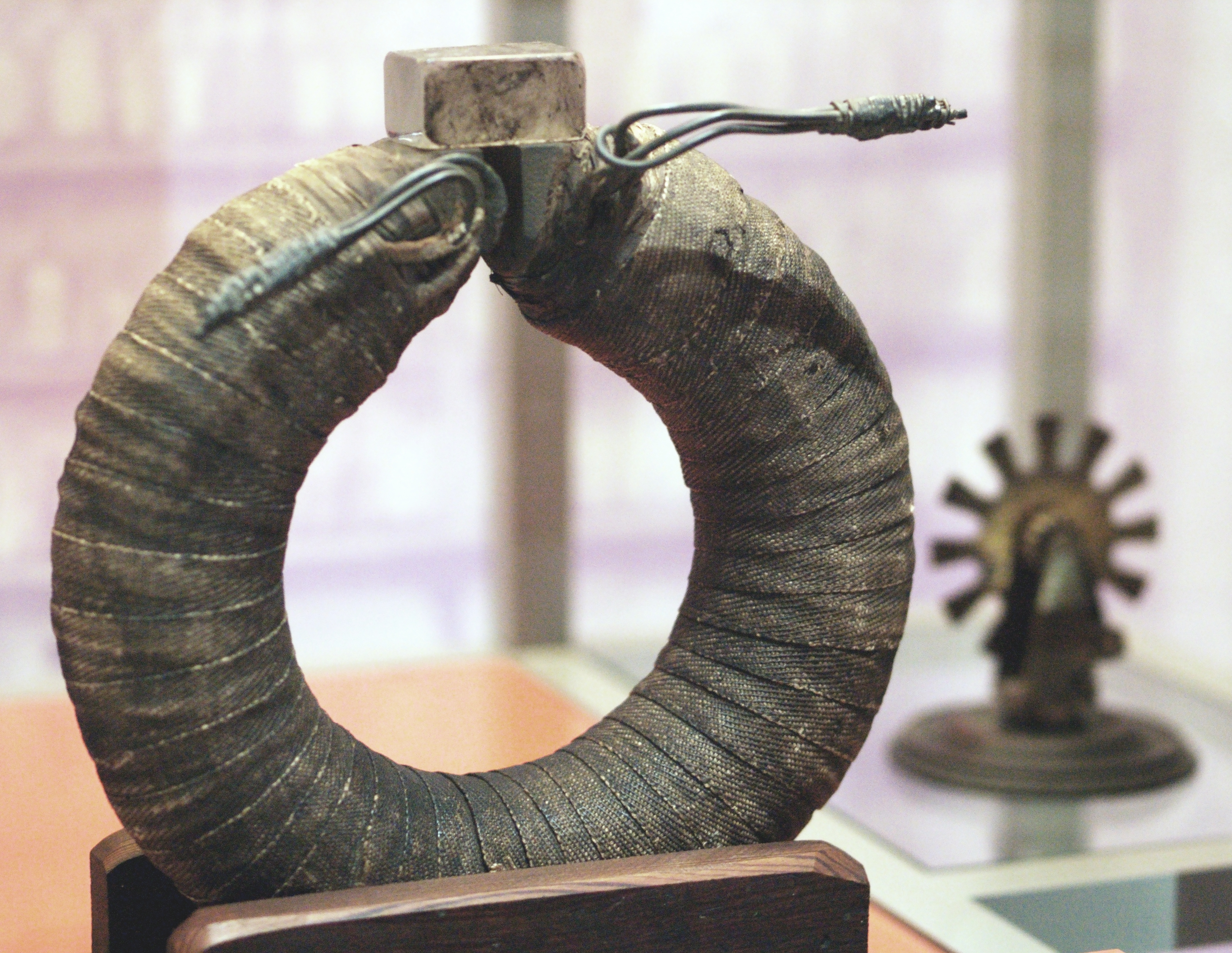
La bobine utilisé pour la découverte de l'effet Faraday. Michael Faraday Museum, Londres.

- 13 septembre : le physicien britannique Michael Faraday découvre l'effet Faraday en observant la rotation du plan de polarisation d'une onde lumineuse traversant un verre au borate de plomb soumis à un champ magnétique intense[14].
- 10 novembre : 
  - le mémoire du chimiste français Edmond Frémy Recherches sur deux nouvelles séries de sels est présenté à l'Académie des sciences (découverte de l'agent oxydant appelé sel de Frémy)[15].
  - l'astronome français Urbain Le Verrier présente à l'Académie des sciences de Paris un « Premier mémoire sur la théorie d'Uranus »[15], montrant le mouvement irrégulier d'Uranus[16].

- 8 décembre : Hencke, astronome amateur, découvre l'astéroïde Astrée[17].
- 11 décembre : le physicien et ingénieur écossais John James Waterston expose la théorie cinétique des gaz dans un article reçu à la Royal society intitulé On the physics of media that are composed of free and perfectly elastic molecules in the state of motion (« Sur la physique des milieux qui sont composés de molécules libres et élastiques en état de mouvement »)[18].

- Le chimiste allemand Christian Schönbein invente le coton-poudre à Bâle[19].
- Le chimiste allemand Kolbe réalise la synthèse de l’acide acétique à partir de réactifs inorganiques (disulfure de carbone), preuve supplémentaire contre la théorie du vitalisme[20].
- Le physicien allemand Gustav Kirchhoff énonce les deux lois fondamentales de l'électrocinétique (lois de Kirchhoff)[21].

## Publications
- Alexandre de Humboldt : Kosmos (1845-1862).

## Prix
- Médailles de la Royal Society
  - Médaille Copley : Theodor Schwann
  - Médaille royale : Thomas Snow Beck et George Biddell Airy

- Médailles de la Geological Society of London
  - Médaille Wollaston : John Phillips

## Naissances

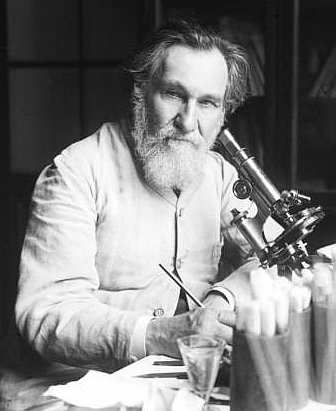
Elie Metchnikov

- 11 janvier : Albert Victor Bäcklund (mort en 1922), mathématicien et physicien suédois.
- 13 janvier : Félix Tisserand (mort en 1896), astronome français.
- 29 janvier : Alfred Nehring (mort en 1904), zoologiste et paléontologue allemand.
- 15 février : Émile Cartailhac (mort en 1921), préhistorien français.
- 9 mars : Wilhelm Friedrich Philipp Pfeffer (mort en 1920), botaniste allemand.
- 27 mars : Wilhelm Röntgen (mort en 1923), physicien allemand, prix Nobel de physique en 1901.

- 4 mai : William Kingdon Clifford (mort en 1879), mathématicien et philosophe anglais.
- 8 mai : Ulysse Gayon (mort en 1929), biochimiste et agronome français.
- 11 mai : Michel Mourlon (mort en 1915), géologue et paléontologue belge.
- 15 mai : Elie Metchnikov (mort en 1916), zoologiste et microbiologiste russe, à Paris.
- 16 mai : Charles Vélain (mort en 1925), géologue français.

- 5 juin : Hermann von Barth (mort en 1876), alpiniste, géologue et botaniste allemand.
- 11 juin : François Daleau (mort en 1927), préhistorien et historien français.
- 16 juin : Heinrich Dressel (mort en 1920), archéologue et épigraphiste allemand.
- 18 juin : Charles Louis Alphonse Laveran (mort en 1922), médecin militaire et parasitologue français.

- 5 juillet : Wilhelm August Heinrich Blasius (mort en 1912), ornithologue allemand.
- 9 juillet : George Darwin (mort en 1912), astronome et mathématicien anglais.

- 16 août : Gabriel Lippman (mort en 1921), physicien français, prix Nobel de physique en 1908.
- 21 août : William Healey Dall (mort en 1927), naturaliste, malacologiste et paléontologue américain.

- 11 septembre : Émile Baudot (mort en 1903), ingénieur français.

- 1er octobre : William Henry Mahoney Christie (mort en 1922), astronome britannique.
- 28 octobre : Zygmunt Wróblewski (mort en 1888), physicien et chimiste polonais.
- 8 décembre : Antoine Héron de Villefosse (mort en 1919), archéologue français.
- 19 décembre : Henri Joseph Anastase Perrotin (mort en 1904), astronome français.
- 31 décembre : Eugene William Oates (mort en 1911), naturaliste britannique.

- Alfred Edwin Eaton (mort en 1929), prêtre et entomologiste britannique.

## Décès

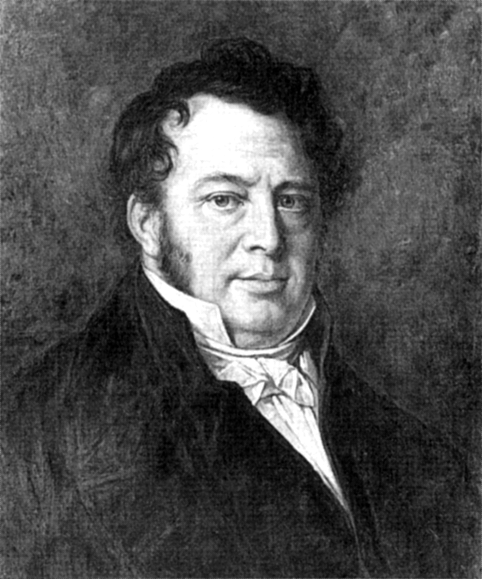
Philipp Jakob Cretzschmar

- 9 février : William Griffith (né en 1810), médecin, naturaliste et botaniste britannique.
- 26 février : François Robiquet (né en 1777), ingénieur et statisticien français.
- 13 mars : John Frederic Daniell (né en 1790), chimiste et physicien britannique.

- 18 avril : Nicolas Théodore de Saussure (né en 1767), chimiste et botaniste suisse.

- 4 mai : Philipp Jakob Cretzschmar (né en 1786), médecin et zoologiste allemand.
- 19 mai : Jean Jacques Nicolas Huot (né en 1790), géographe, géologue et naturaliste français.
- 15 juillet : Jean-Siméon Champy (né en 1778), chimiste français.
- 7 septembre : Giovanni Battista Caviglia (né en 1770), navigateur et égyptologue italien.

- 1er octobre : James Millingen (né en 1774), historien, numismate et archéologue anglais.
- 18 octobre : Jean-Dominique Cassini (né en 1748), astronome français.
- 27 octobre : Jean-Charles Peltier (né en 1785), physicien français.

- 30 novembre : Nils Gabriel Sefström (né en 1787), chimiste et minéralogiste suédois.